# Gu Meisheng
Dans ce nom, le nom de famille, Gu, précède le nom personnel.
Gu Meisheng (1926 - 2003) fut un maître chinois de tai-chi-chuan.

## Biographie
Il est né à Shanghai en 1926. Il a étudié les sciences économiques. Son professeur de littérature et philosophie, Yue Huan Zhi, deviendra son maître de tai-chi-chuan. Ce dernier eut lui-même comme maître Tung Ying-chieh, disciple de Yang Chengfu.
Il a enseigné d'abord à Shanghai puis en France à partir de 1984. Pratiquant du taoïsme et du bouddhisme chan, il fut invité à la Sorbonne pour enseigner ces deux courants religieux. Par ailleurs il a donné une série de conférences sur le tai-chi-chuan au Collège de France.
Il fut responsable de l'enseignement du français à l'université de médecine de Shanghai.
Ses principaux élèves en France sont Cuong N'Guyen, Doriane Larcher, Roger Gouraud, Sandor Dani, Bruno Boucher et Gregorio Manzur.